# هفتاد و هفتمین دوره جوایز اسکار
هفتاد و هفتمین دوره مراسم اعطای جوایز اسکار (انگلیسی: 77th Academy Awards) در ۲۷ فوریه ۲۰۰۵ در سالن تئاتر دالبی
هالیوود، لس‌آنجلس برگزار شد. در این مراسم بهترین فیلم‌های سال ۲۰۰۴ جهان به انتخاب آکادمی علوم و هنرهای تصاویر متحرک جایزه گرفتند.
کریس راک مجری این مراسم بود

## جوایز

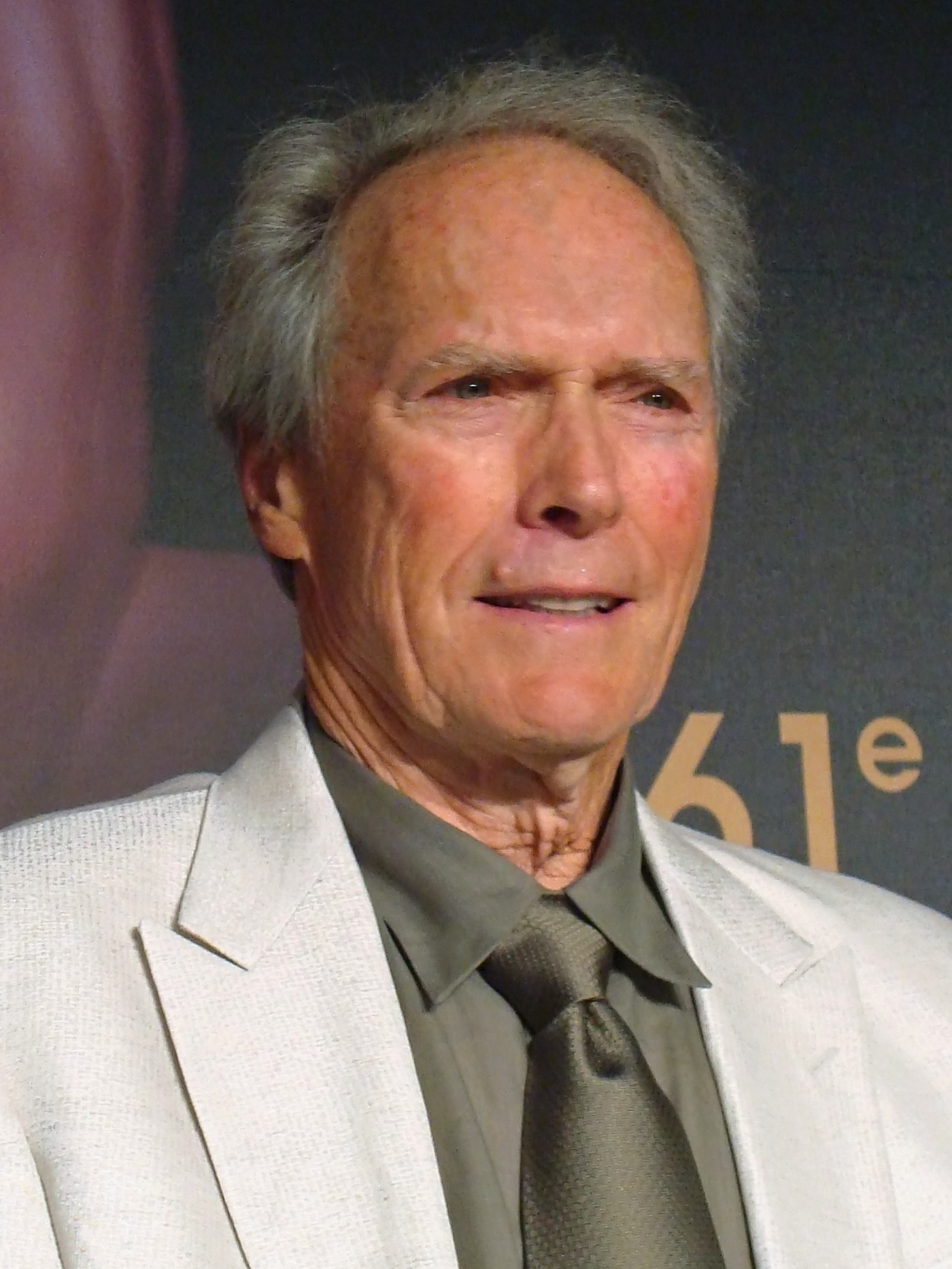
کلینت ایستوود، Best Director winner

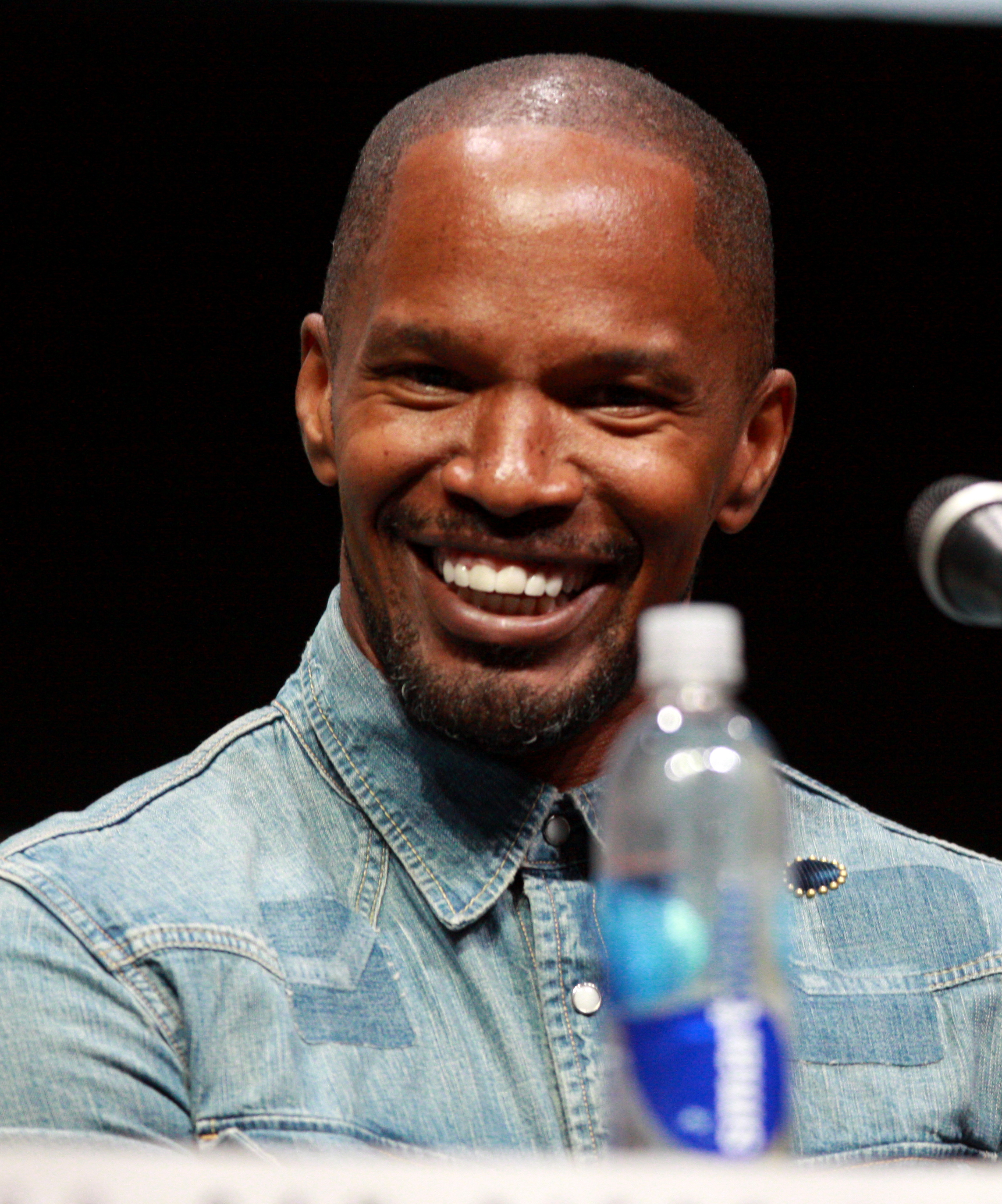
جیمی فاکس، Best Actor winner

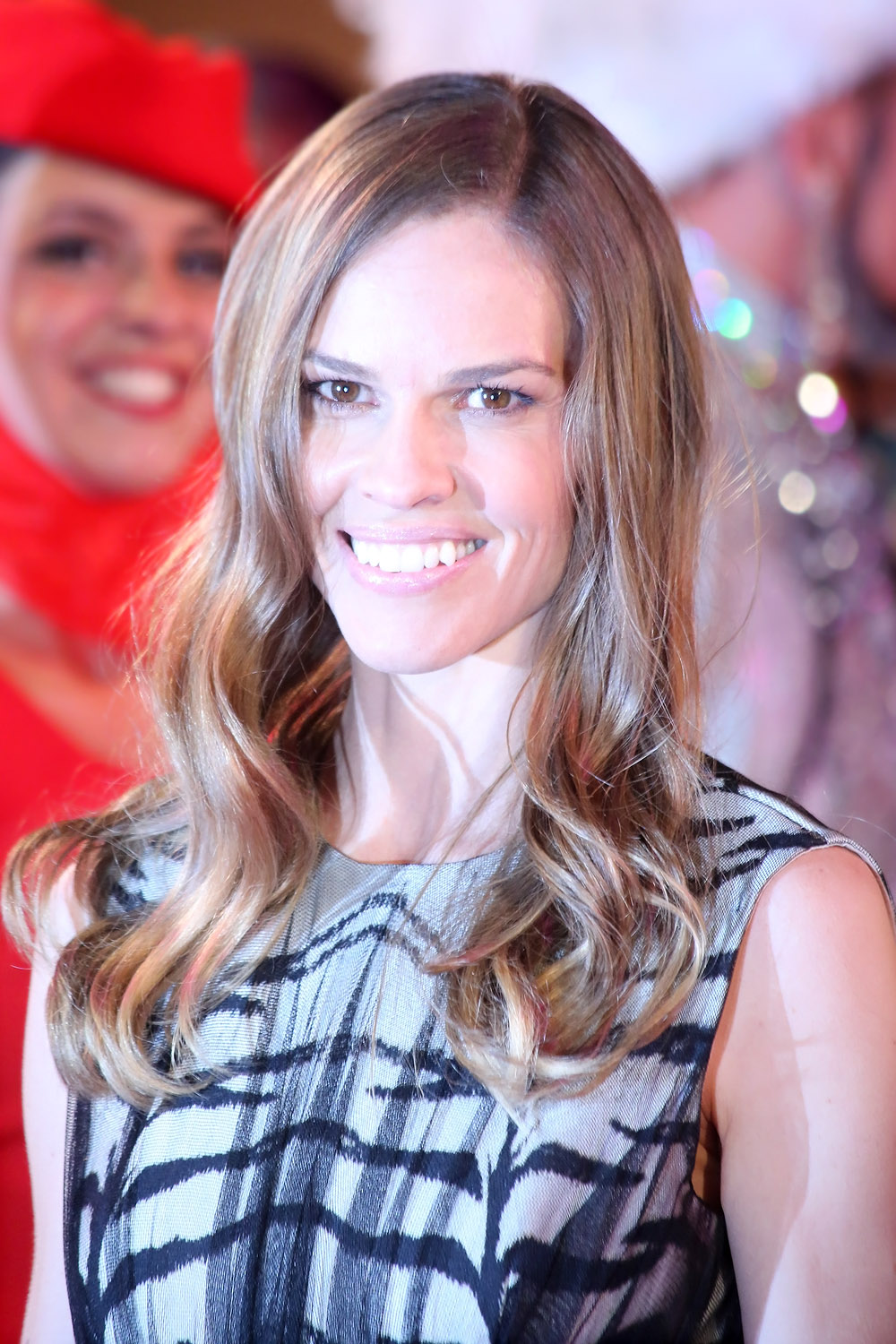
هیلاری سوانک، Best Actress winner

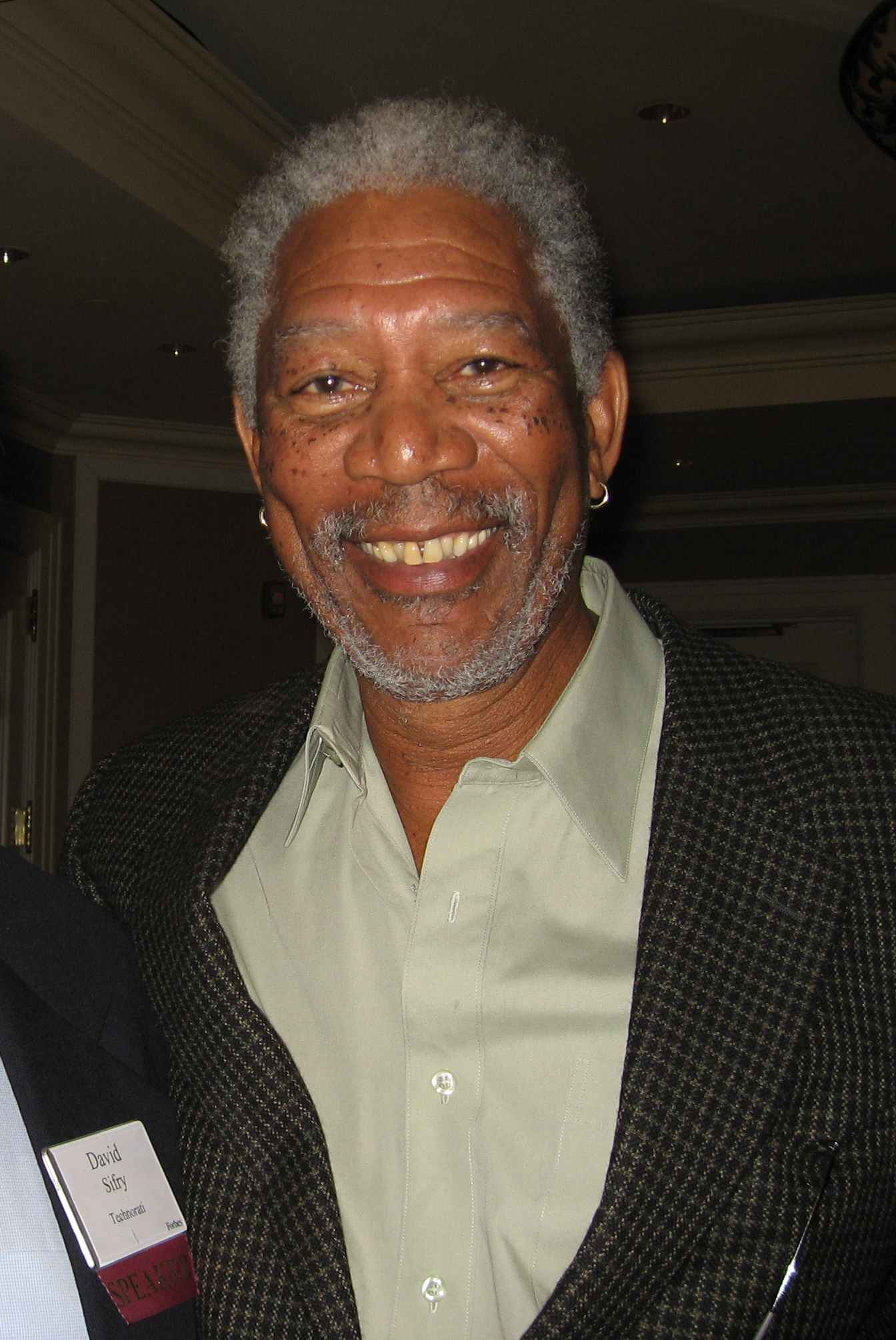
مورگان فریمن، Best Supporting Actor winner

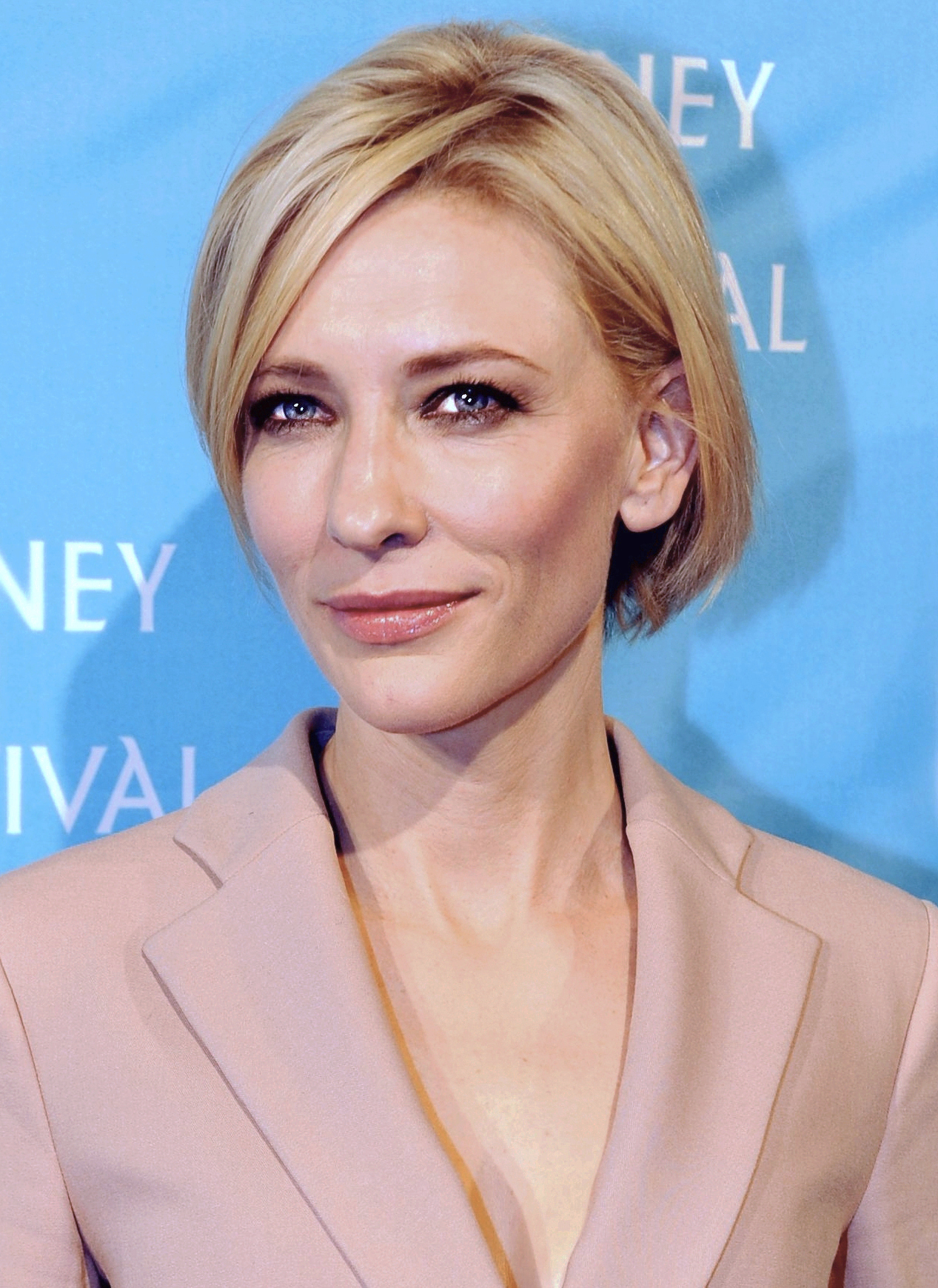
کیت بلانشت، Best Supporting Actress winner

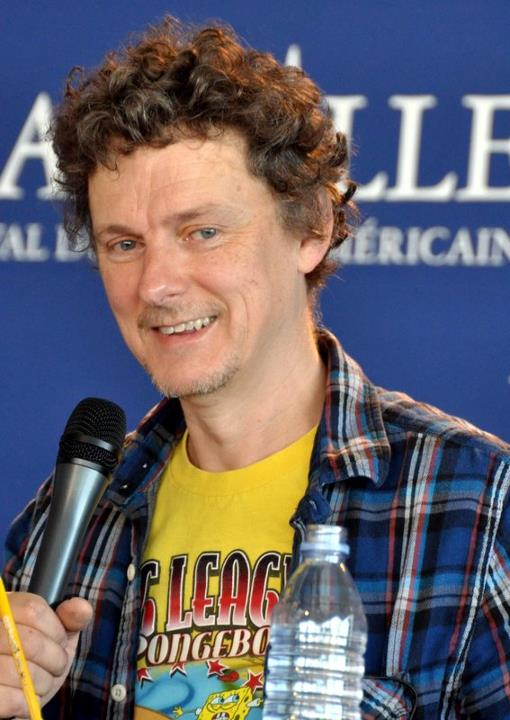
میشل گوندری، Best Original Screenplay co-winner

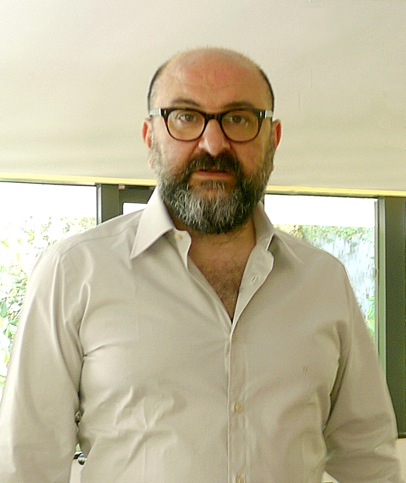
پیر بیسموت، Best Original Screenplay co-winner

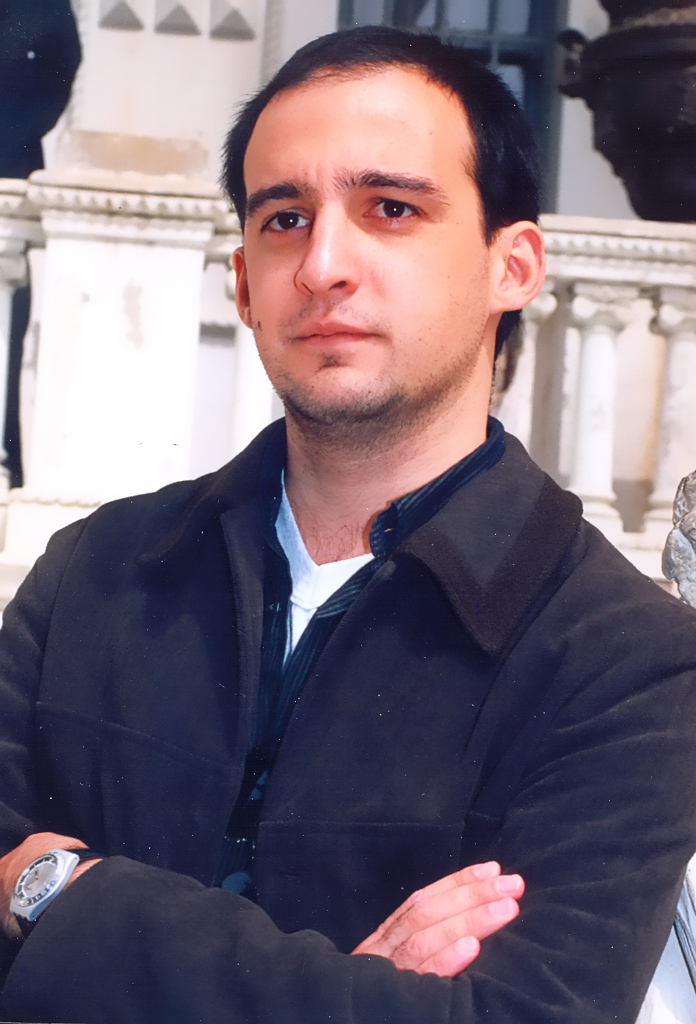
آلخاندرو آمنابار، Best Foreign Language Film winner

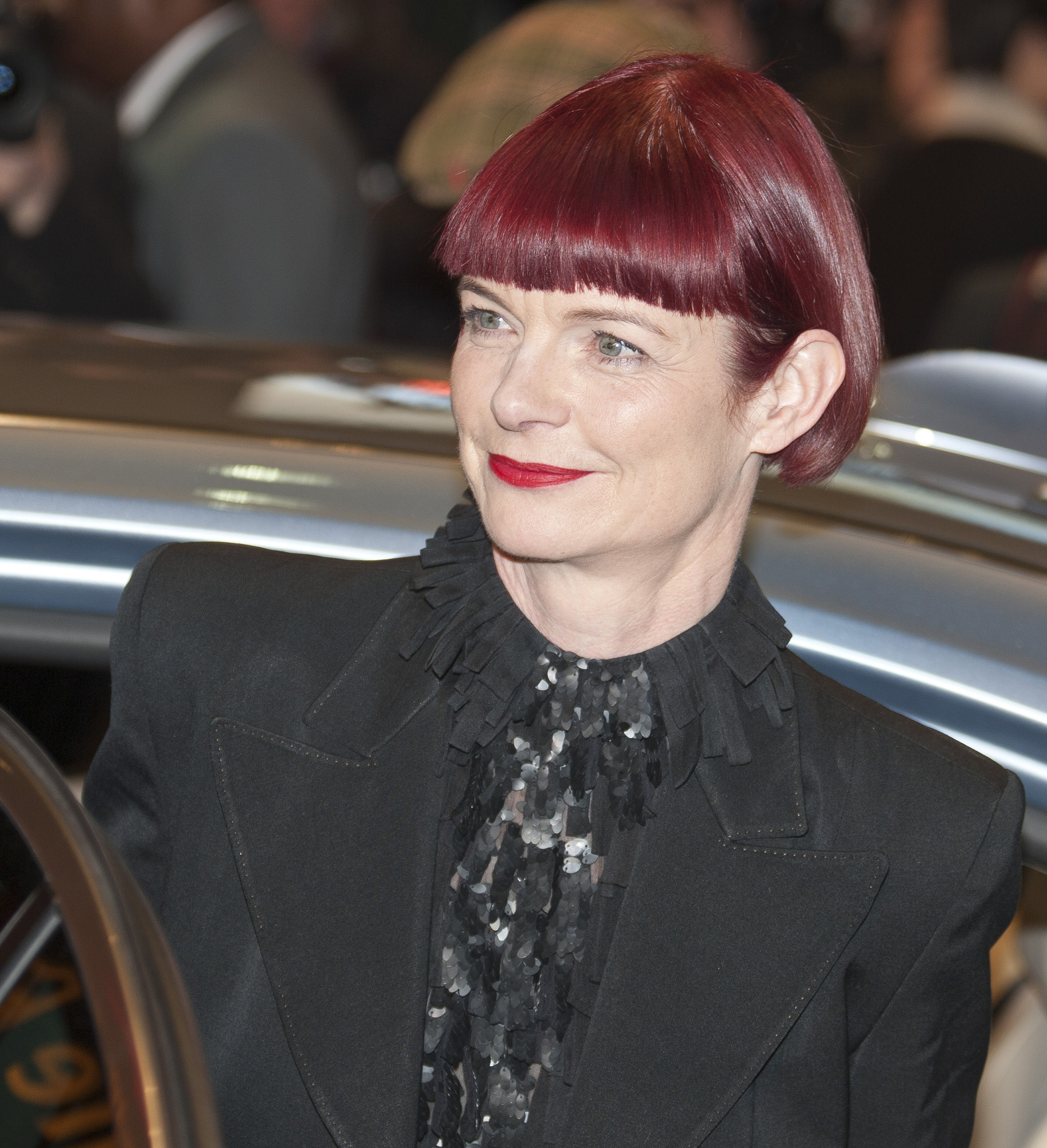
سندی پاول، Best Costume Design winner

برندگان نخست و در حروف برجسته پررنگ فهرست شده‌اند.
| جایزه اسکار بهترین فیلم - دختر میلیون دلاری – کلینت ایستوود، آلبر اس. رودی, Tom Rosenberg - هوانورد – گراهام کینگ، مایکل مان - در جستجوی ناکجاآباد – ریچارد ان. گلدستاین، Nellie Bellflower - ری – تیلور هاکفورد، Howard Baldwin, Stuart Benjamin - راه‌های فرعی – Michael London | جایزه اسکار بهترین کارگردانی - کلینت ایستوود – دختر میلیون دلاری - مارتین اسکورسیزی – هوانورد - تیلور هاکفورد – ری - الکساندر پین – راه‌های فرعی - مایک لی – ورا دریک |
| جایزه اسکار بهترین بازیگر نقش اول مرد - جیمی فاکس – ری در نقش ری چارلز - دان چیدل – هتل رواندا در نقش پاول روسساباگینا - جانی دپ – در جستجوی ناکجاآباد در نقش جیمز بری - لئوناردو دی‌کاپریو – هوانورد در نقش هوارد هیوز - کلینت ایستوود – دختر میلیون دلاری در نقش Frankie Dunn | جایزه اسکار بهترین بازیگر نقش اول زن - هیلاری سوانک – دختر میلیون دلاری در نقش Margaret "Maggie" Fitzgerald - آنت بنینگ – جولیا بودن در نقش Julia Lambert - کاتالینا ساندینو مورنو – ماریا سرشار از برکت در نقش María Álvarez - ایملدا استنتون – ورا دریک در نقش Vera Rose Drake - کیت وینسلت – درخشش ابدی یک ذهن پاک در نقش Clementine Kruczynski |
| جایزه اسکار بهترین بازیگر نقش مکمل مرد - مورگان فریمن – دختر میلیون دلاری در نقش Eddie "Scrap-Iron" Dupris - آلن آلدا – هوانورد در نقش Owen Brewster - توماس هیدن چرچ – راه‌های فرعی در نقش Jack Cole - جیمی فاکس – وثیقه در نقش Max Durocher - کلایو اوون – نزدیک‌تر در نقش Larry Gray | جایزه اسکار بهترین بازیگر نقش مکمل زن - کیت بلانشت – هوانورد در نقش کاترین هپبورن - لورا لینی – کینزی در نقش Clara McMillen - ویرجینیا مادسن – راه‌های فرعی در نقش Maya Randall - سوفی اوکوندو – هتل رواندا در نقش Tatiana Rusesabagina - ناتالی پورتمن – نزدیک‌تر در نقش Alice Ayres/Jane Jones |
| جایزه اسکار بهترین فیلم‌نامه غیراقتباسی - درخشش ابدی یک ذهن پاک – چارلی کافمن، میشل گوندری، و پیر بیسموت - هوانورد – جان لوگان - هتل رواندا – تری جرج و Keir Pearson - شگفت‌انگیزان – برد برد - ورا دریک – مایک لی | جایزه اسکار بهترین فیلم‌نامه اقتباسی - راه‌های فرعی – الکساندر پین و جیم تیلور from Sideways by Rex Pickett - پیش از غروب – ایتن هاک، ریچارد لینکلیتر، ژولی دلپی و Kim Krizan; characters based on the film پیش از طلوع - در جستجوی ناکجاآباد – دیوید مگی from The Man Who Was Peter Pan by Allan Knee - دختر میلیون دلاری – پل هگیس from Rope Burns: Stories from the Corner by F.X. Toole - خاطرات موتورسیلکت – José Rivera from Con el Che por America Latina by Alberto Granado و خاطرات موتور سیکلت by چه گوارا                                             |
| فهرست جوایز اسکار بهترین فیلم‌های پویانمایی - شگفت‌انگیزان – برد برد - داستان کوسه – Bill Damaschke - شرک ۲ – اندرو آدامسون | جایزه اسکار بهترین فیلم خارجی‌زبان - دریای درون (اسپانیا) به زبان اسپانیایی، کاتالان و انگلیسی – آلخاندرو آمنابار - هم‌سرایان (فرانسه) به زبان فرانسوی – کریستف باراتیه - سقوط (آلمان) به زبان آلمانی – الیور هرشبیگل - دیروز (آفریقای جنوبی) به زبان زولو – Darrell Roodt - آنگونه که در بهشت است (سوئد) به زبان سوئدی – Kay Pollak |
| Best Documentary – Feature - متولد روسپی‌خانه – Ross Kauffman و زانا برسکی - داستان شتر گریان – Luigi Falorni و بیامباسورن داوا - Super Size Me – مورگان اسپرلاک - Tupac: Resurrection – Lauren Lazin و Karolyn Ali - Twist of Faith – کربی دیک و Eddie Schmidt | Best Documentary – Short Subject - Mighty Times: The Children's March – Robert Hudson و Robert Houston - Autism is a World – Gerardine Wurzburg - The Children of Leningradsky – Hanna Polak و Andrzej Celinski - Hardwood – Hubert Davis و Erin Faith Young - Sister Rose's Passion – Oren Jacoby و Steve Kalafer |
| جایزه اسکار بهترین فیلم کوتاه - زنبور بی‌عسل – آندریا آرنولد - Everything in This Country Must – گری مکندری - Little Terrorist – Ashvin Kumar - 7:35 in the Morning – ناچو ویگالوندو - Two Cars, One Night – تایکا وایتیتی و Ainsley Gardiner | جایزه اسکار بهترین پویانمایی کوتاه - Ryan – Chris Landreth - Birthday Boy – Sejong Park و Andrew Gregory - Gopher Broke – Jeff Fowler و Tim Miller - Guard Dog – بیل پلیمپتون - Lorenzo – Mike Gabriel و Baker Bloodworth |
| جایزه اسکار بهترین موسیقی فیلم - در جستجوی ناکجاآباد – یان کاچماریک - روستا – جیمز نیوتن هاوارد - مصائب مسیح – جان دبنی - هری پاتر و زندانی آزکابان – جان ویلیامز - بدبیاری‌ها، داستان‌های لمونی اسنیکت – توماس نیومن | جایزه اسکار بهترین ترانه - "Al otro lado del río" from خاطرات موتورسیلکت – موسیقی و ترانه اثر خورخه درکسلر - "Learn to Be Lonely" from شبح اپرا – موسیقی اثر اندرو لوید وبر; ترانه اثر Charles Hart - "Believe" from قطار سریع‌السیر قطبی – موسیقی و ترانه اثر گلن بالارد و آلن سیلوستری - "Look to Your Path" from هم‌سرایان – موسیقی اثر برونو کوله; ترانه اثر کریستف باراتیه - "Accidentally in Love" from شرک ۲ – موسیقی اثر Adam Duritz, Charles Gillingham, Jim Bogios , David Immergluck, Matt Malley و David Bryson; ترانه اثر Adam Duritz و Dan Vickrey |
| جایزه اسکار بهترین تدوین صدا - شگفت‌انگیزان – مایکل سیلوز و رندی تام - مرد عنکبوتی ۲ – Paul N.J. Ottosson - قطار سریع‌السیر قطبی – رندی تام و Dennis Leonard | بهترین میکس صدا - ری – Scott Millan, Greg Orloff, باب بیمر و Steve Cantamessa - شگفت‌انگیزان – رندی تام، Gary Rizzo و Doc Kane - هوانورد – Tom Fleischman و Petur Hliddal - مرد عنکبوتی ۲ – Kevin O'Connell, Greg P. Russell, Jeffrey J. Haboush و Joseph Geisinger - قطار سریع‌السیر قطبی – رندی تام، Tom Johnson, Dennis S. Sands و William B. Kaplan |
| جایزه اسکار بهترین طراحی صحنه - هوانورد – کارگردان هنری: دانته فرتی; Set Decoration: Francesca Lo Schiavo - یکشنبه طولانی نامزدی – Art Direction و Set Decoration: Aline Bonetto - شبح اپرا – کارگردان هنری: Anthony Pratt; Set Decoration: Celia Bobak - در جستجوی ناکجاآباد – کارگردان هنری: Gemma Jackson; Set Decoration: Trisha Edwards - بدبیاری‌ها، داستان‌های لمونی اسنیکت – کارگردان هنری: Rick Heinrichs; Set Decoration: Cheryl Carasik | جایزه اسکار بهترین فیلمبرداری - هوانورد – رابرت ریچاردسون - یکشنبه طولانی نامزدی – برونو دل‌بونل - مصائب مسیح – کلب دشانل - شبح اپرا – جان ماتیسون - خانه خنجرهای پران – ژائو شیائودینگ |
| Best Makeup - بدبیاری‌ها، داستان‌های لمونی اسنیکت – Valli O'Reilly و Bill Corso - مصائب مسیح – Keith Vanderlaan و Christien Tinsley - دریای درون – Jo Allen و Manolo García | جایزه اسکار بهترین طراحی لباس - هوانورد – سندی پاول (طراح لباس) - در جستجوی ناکجاآباد – الکزاندرا برن - تروآ – Bob Ringwood - بدبیاری‌ها، داستان‌های لمونی اسنیکت – کالین اتوود - ری – Sharen Davis |
| جایزه اسکار بهترین تدوین - هوانورد – تلما شونمیکر - وثیقه – Jim Miller و Paul Rubell - دختر میلیون دلاری – جوئل کاکس - در جستجوی ناکجاآباد – Matt Chesse - ری – Paul Hirsch | جایزه اسکار بهترین جلوه‌های تصویری - مرد عنکبوتی ۲ – John Dykstra, Scott Stokdyk, Anthony LaMolinara و John Frazier - من، ربات – John Nelson, Andrew R. Jones, Erik Nash و Joe Letteri - هری پاتر و زندانی آزکابان – Roger Guyett, Tim Burke, John Richardson و Bill George |

## جایزه اسکار افتخاری
- سیدنی لومت – In recognition of his brilliant services to screenwriters, performers and the art of the motion picture.[۴]

## جایزه بشردوستانه ژان هرشولت
- Roger Mayer[۵]

## فیلم‌های با بیش از یک جایزه یا نامزدی
| Nominations | Film                              |
| ----------- | --------------------------------- |
| 11          | هوانورد                           |
| ۷           | در جستجوی ناکجاآباد               |
| ۷           | دختر میلیون دلاری                 |
| 6           | ری                                |
| 5           | راه‌های فرعی                       |
| ۴           | شگفت‌انگیزان                       |
| ۴           | بدبیاری‌ها، داستان‌های لمونی اسنیکت |
| ۳           | هتل رواندا                        |
| ۳           | مصائب مسیح                        |
| ۳           | شبح اپرا                          |
| ۳           | قطار سریع‌السیر قطبی               |
| ۳           | مرد عنکبوتی ۲                     |
| ۳           | ورا دریک                          |
| ۲           | هم‌سرایان                          |
| ۲           | نزدیک‌تر                           |
| ۲           | وثیقه                             |
| ۲           | درخشش ابدی یک ذهن پاک             |
| ۲           | هری پاتر و زندانی آزکابان         |
| ۲           | خاطرات موتورسیلکت                 |
| ۲           | دریای درون                        |
| ۲           | شرک ۲                             |
| ۲           | یکشنبه طولانی نامزدی              |

| Awards | Film              |
| ------ | ----------------- |
| 5      | هوانورد           |
| 4      | دختر میلیون دلاری |
| ۲      | شگفت‌انگیزان       |
| ۲      | ری                |

## به یادبود
The annual In Memoriam tribute was presented by actress آنت بنینگ. Musician یو-یو ما performed during the segment.
| - رونالد ریگان - پیتر اوستینوف - کری اسنادگرس - دنیل پتری - دیوید راکسین - فی ری - Phil Gersh - المر برنستاین - Carole Eastman - فرانک توماس - راس مایر - جری اورباک - رالف ای. وینترز - Robert E. Thompson - هاوارد کیل | - جنت لی - کریستوفر ریو - اوسی دیویس - Jerry Bick - مرسدس مک‌کمبریج - William Sackheim - Ed Di Gullio - Nelson Gidding - پل وینفیلد - فیلیپ د بروکا - جری گلدسمیت - رادنی دنگرفیلد - ویرجینیا میو - تونی رندل - مارلون براندو |